# AKB48 2029ラジオ〜10年後の君へ〜
『AKB48 2029ラジオ〜10年後の君へ〜』（エーケービーフォーティーエイト にーまるにーきゅーラジオ じゅうねんごのきみへ）は、2019年4月8日から2021年3月29日まで毎週月曜0時から0時30分（日曜深夜）にニッポン放送で放送されていたラジオ番組である。

## 概要
2010年4月から2019年3月まで9年間、AKB48がパーソナリティーを務めた『AKB48のオールナイトニッポン』の後継番組として、10年後の2029年までAKB48が輝き続けるために「今をどう生き、これからどう磨いていくか」をテーマとして考える2019年4月8日から放送を開始した番組。2021年3月29日まで全103回放送され、『AKB48のオールナイトニッポン』時代から換算して11年の歴史の幕を降ろした。
メインパーソナリティはAKB48グループ3代目総監督の向井地美音が担当し、週替りのメンバーを番組に迎えるとともに、第3回（2019年4月22日）からはメイプル超合金のカズレーザーがスペシャルアドバイザーに就任し、レギュラー出演。番組のラストでは、メンバーゲストにラジカセで10年後の自分に向けて声のタイムカプセルを残してもらう。
2019年8月2日から3日間開催されたTOKYO IDOL FESTIVAL 2019の2日目の8月3日公演に当ラジオ番組から「AKB48 2029ラジオ フレッシュ選抜」がコラボ企画として出演。8月4日のTIF2019 AKB48 2029ラジオ「トークステージ」には、向井地美音・久保怜音・西川怜 (AKB48)、来栖りん・吉井美優（26時のマスカレイド）、大谷映美里・齊藤なぎさ（=LOVE）が出演。

## 放送時間
- 毎週月曜0時 - 0時30分（日曜深夜）